# Matador (Spielzeug)

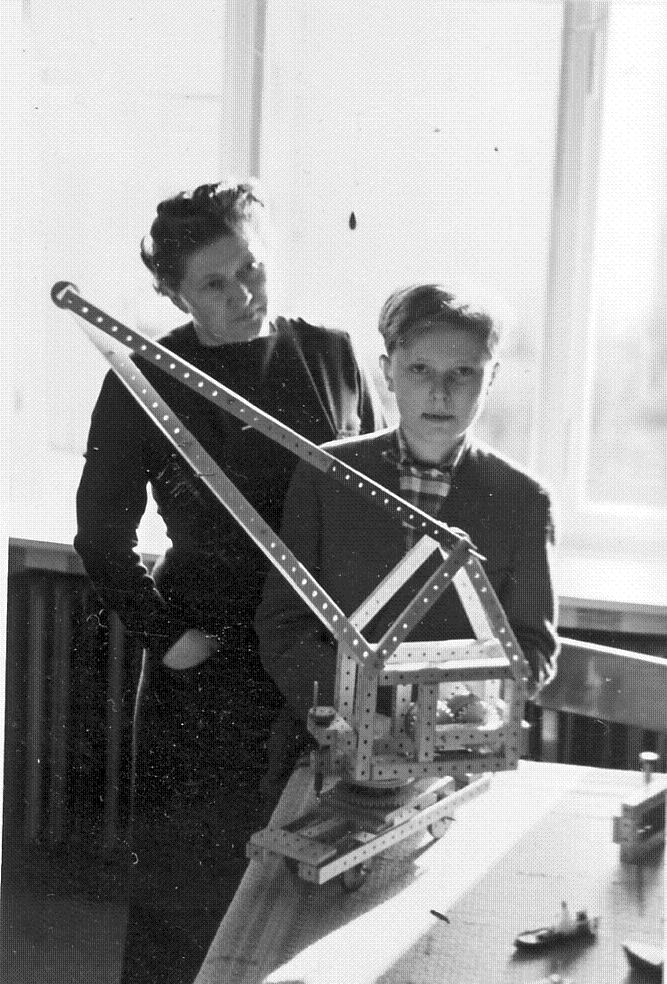
Kran aus Matador, 1958

Matador ist ein Holzbaukasten, der 1901 von Johann Korbuly erfunden wurde.

## Geschichte

### Die Anfänge
Auf die Idee für den Holzbaukasten kam Korbuly, da die herkömmlichen Holzbausteine, die seine Kinder zum Spielen verwendeten, keine stabilen Konstruktionen ermöglichten. Daher versah er sie mit Bohrungen und benutzte Stäbe als Verbindungselemente. Später vereinheitlichte er das gesamte System, sodass die Einzelteile in beliebiger Form miteinander kombinierbar sind. Für den so entstandenen Holzbaukasten erhielt Korbuly 1901 ein Patent, zwei Jahre später begann er selbst mit Produktion und Verkauf, da sich sonst niemand dafür interessierte.

„Ein wahrhaft herrliches Kinderbeschäftigungsmittel, an dem Kinder und Eltern ihre helle Freude haben können, ist der neuartige Universalbaulasten »Matador«, welcher den Eisenbahntraceur Ingenieur Johann Korbuly (in Wien, IV., Schleifmühlgasse Nr. 11) zum Erfinder hat. Dieser Baukasten läßt alle erdenklichen Gegenstände aus sich machen; deren Anzahl und Art hängt ganz vom Scharfsinn und der Geduld des Spielenden ab. Das Vorlagenheft enthält 138 verschiedene Abbildungen.“

Bereits bei seinem Erscheinen wurde Matador mit dem weltbekannten Klassiker des Kinderspielzeugs, dem Anker-Steinbaukasten, verglichen.
Aufgrund des großen Erfolges wurde die erste Fabrik in Wien bald zu klein, und 1915 übersiedelte Korbuly nach Pfaffstätten bei Traiskirchen.
Johann Korbuly gab ab etwa 1920 die Matador Zeitung heraus, die Vorlagen für Modelle vorstellte und mindestens bis 1939 erschien.
1919 übernahm Johann Korbuly junior (geb. 1892) die Firma, zunächst gemeinsam mit dem jüngeren Bruder Rudolf sr. (1894–1979), dann ab 1931 allein. Während des Zweiten Weltkrieges war die Produktion des Baukastens eingestellt, und es wurden Sprengkapselschachteln für die Wehrmacht hergestellt. Bei Kriegsende brannte der Betrieb infolge der Kampfhandlungen komplett aus.

#### Die Baukästen zwischen 1905 und 1928

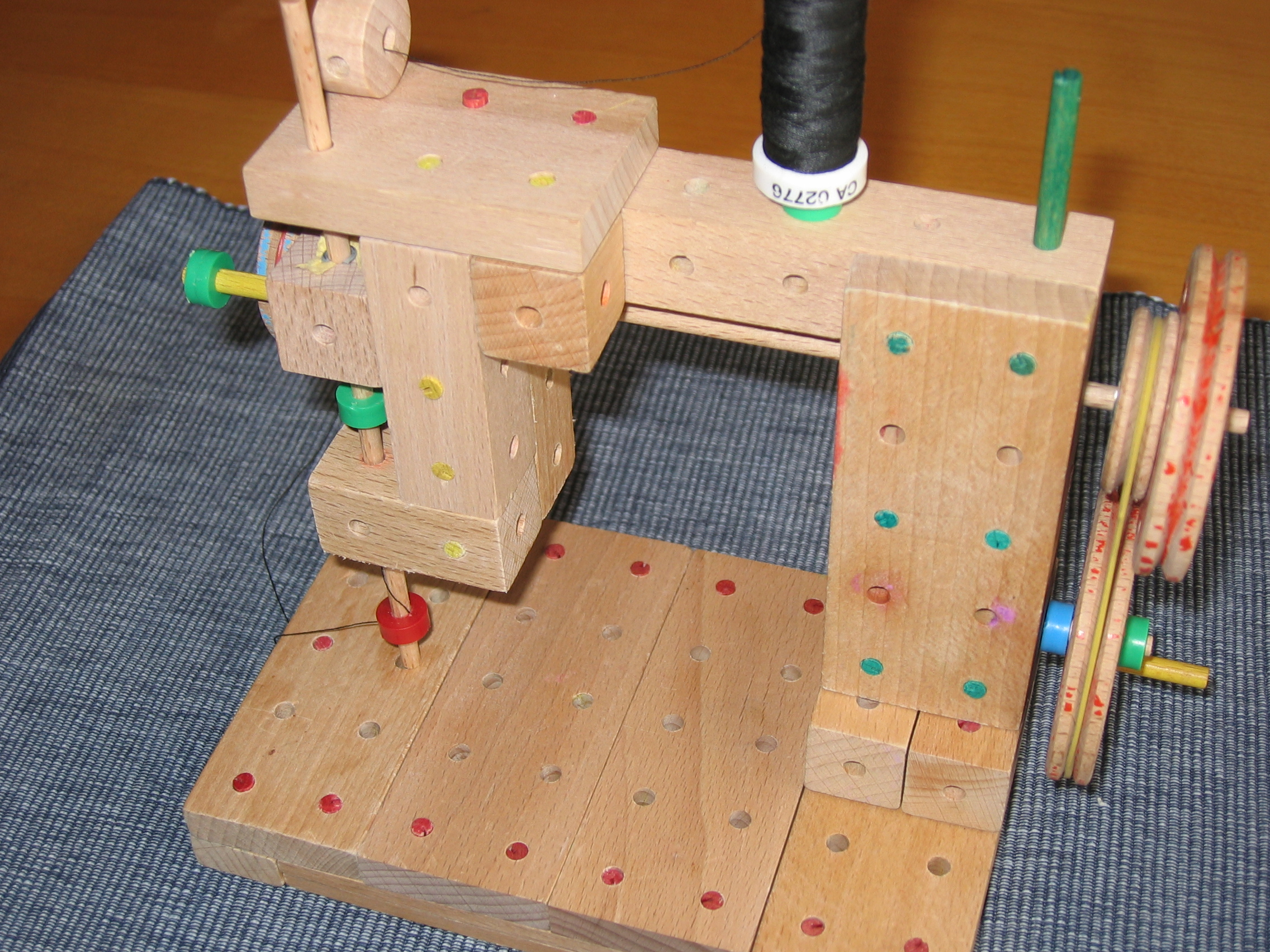
Matador-Modell einer Nähmaschine

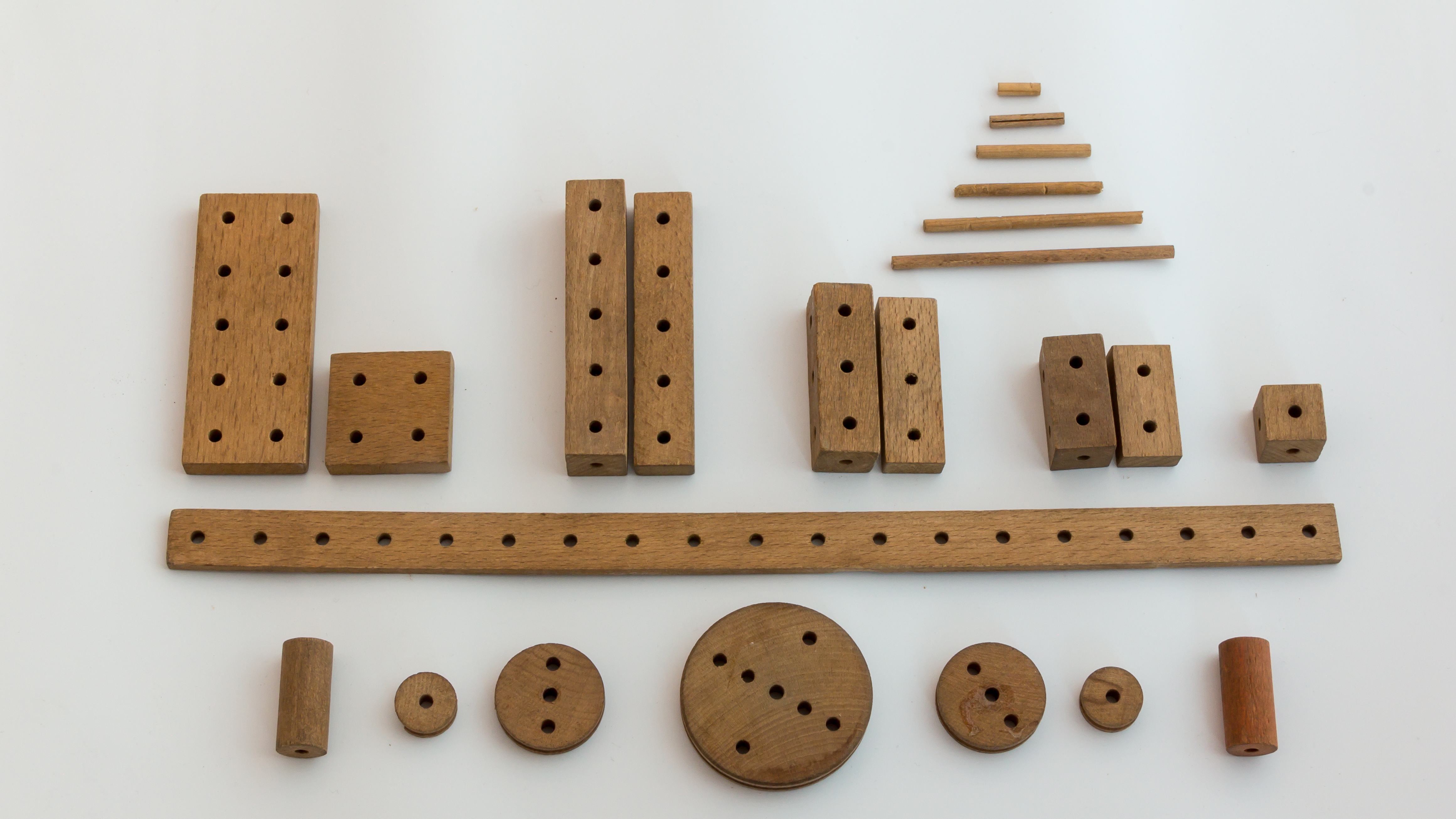
Matador-Bauteile, ca. 1954. Von oben nach unten: diverse Verbindungsstäbchen; 10er- und 4er-Platte, 5er-, 3er-, 2er-Klotz und -Brettchen, 1er-Klotz; 19er-Strebe; Räder und Rollen

1905 wurden folgende Baukästen produziert:
- Nr. 0 (Reklamenummer)
- Nr. 1f (Normalnummer)
- Nr. 1fw (Doppelnummer)
- Nr. 2g (Große Nummer)
- Nr. 2f (Feine Nummer)
- Nr. P (Pensionatsnummer)

Als Ersatzteile bzw. Ergänzungen waren Nr. W, die Nr. 1f auf 1fw ergänzte, sowie Stäbchen erhältlich. Später erschien noch die Nr. Sp (Sportnummer), die dieselben Bauteile wie die Normalnummer enthielt (allerdings waren die Bauteile ca. achtmal so groß) und die Ergänzungsnummer E erhältlich mit der man den Baukasten Nr. 1fw auf Nr. 2g erweitern konnte. Die Folge 1f enthielt folgende Bauteile: 1 5er-Klotz, 1 4er-Klotz, 1 3er-Klotz, 2 1er-Klötze, 1 5er-Brettchen, 2 10er-Platten, 2 3er-Räder (mit nur 2 Bohrungen), 1 Muffe (nicht wie heutige Muffen), 2 Röllchen, 1 Hammer und versch. Weichholzstäbchen (ca. bis 10 cm Länge). Weiterhin fällt noch auf, dass die Bauteile nummeriert wurden.
1908 wird als neuer Matadorbaukasten der Baukasten Nr. M00 (Liliput Nummer) eingeführt. Als neue Bestandteile waren 4er-Platten, 2er-Brettchen und 2er-Räder (mit nur einer Bohrung) erhältlich. Auch die Baukastenbezeichnungen änderten sich:
aus Nr. 1f wurde Nr. M1, aus Nr. 1fw wurde Nr. M2, aus Nr. 2g wurde Nr. M3, aus Nr. 2f wurde Nr. M4, aus Nr. P wurde M5, aus Nr. W wurde M1/2 und aus Nr. G wurde Nr. M2/3. Die Nummer M5 trug anstatt Pensionatsnummer jetzt die Bezeichnung Splendidnummer.
Ab 1911 wurden die 3er-Räder mit 4 Bohrungen hergestellt.
1914 wurden die Baukästen Nr. 0, 1, 2 inhaltlich erweitert und die Ergänzungsbaukästen Nr. 0/1, 1/2, 3/4 und 4/5 wurden neu produziert. Baukasten Nr. 0/1 erweiterte so zum Beispiel den Baukasten Nr. 0 auf Nr. 1 usw.
1915 brachte man erstmals Geschützrohre, Bestückungsrohre und Naben heraus. Als neue Grundbaukästen wurden Nr. 3/0, 2/0, 2/0B, 1B, 2B sowie Nr. 6 produziert. Diesem Baukasten lagen dann auch schon 20er-Klötze bei.
Nr. 3/0 und 2/0B waren aber 1919 schon wieder nicht erhältlich. Stattdessen war neu der Baukasten Nr. 00B erhältlich. Im selben Jahr konnte man als neue Bauteile 3er-Räder mit 7 Löchern, 12er-Naben und Walzen mit 40 × 40 und 60 × 20 mm erwerben.
Anfang 1920 wurde der Baukasten Nr. 00B weggelassen und Nr. 2B wurde durch Nr. 2Z ersetzt. Als neue Ergänzungsbaukästen war die Baukästen Nr. 5/6, 2/2Z und 2Z/3 erhältlich. Ende 1920 wurden auch die Baukästen Nr. 2/0 und 1/B aus dem Programm genommen.
1922 wurde der Elektro-Matador herausgebracht. Als Elektro-Baukästen wurden Nr. 165(Elektro-Ergänzung), 173(Matador Nr. 1 mit Elektroergänzung) und Nr. 174 (Matador Nr. 2 mit Elektroergänzung) hergestellt. Diesen Baukästen waren Bleche, Drähte, Eisenkerne, Federn etc. beigelegt. Im selben Jahr erschien auch die Physiknummer, die eine Elektroergänzung, einen Versuchskasten für Reibungselektrizität, einen Baukasten Nr. 2 und einige weitere Teile enthielt. Spätestens ab jetzt waren auch 2er-Räder mit drei Löchern erhältlich.
Im Jahr 1924 erschienen neu die Radioergänzungen Nr. 151–155, mit denen man wirklich funktionierende Radios bauen konnte.
Zusätzlich waren auch Radio-Naben mit 13 oder 15 Löchern und 35 oder 55 mm Durchmesser erhältlich.
Ab diesem Jahr verkaufte Matador auch Spurkranzräder zum Bau von Eisenbahnen, zuerst in den Größen 2, 3 und 5.
1925 wurden Eisenbahnschienen und Schwellen mit einer Spurweite von 60 mm und der Elektrostatik-Baukasten, der schon in der Physiknummer enthalten war, herausgebracht.
1926 kamen als neue Sonderteile Lampenklötze, das Matador-Spielbrett mit 126 Löchern, sowie Stahlachsen mit Messingbuchsen, Holzbuchsen und Vorsteckkugeln heraus. Die Stahlachsen wurden zuerst in den Längen 50 und 80 mm produziert, später dann auch in den Längen 150 und 195 mm. Auch ein weiterer Radio-Empfänger und Schienenkreuzungen wurden zum Verkauf angeboten.
Als weiterer Grundbaukasten erschien der Baukasten Nr. 5Z, eine Zwischennummer zwischen Nr. 5 und 6. Als neue Ergänzungskästen erschienen die Kästen Nr. 5/5Z und Nr. 5Z/6.

#### Die Baukästen zwischen 1928 und 1940
1928 wurde im Zuge einer Produktreform der Inhalt der Baukästen vergrößert. Als neue Bestandteile wurden 3er-, 6er-, 11er- und 19er-Streben eingeführt.
Auch die Bezeichnungen und die Verpackungen änderten sich. Außerdem wurde der Baukasten Nr. 00Z eingeführt, eine Zwischennummer zwischen 00 und 0.
Grundkästen:
| Alte Nummer | 00 | 0 | 1 | 2 | 2Z | 3 | 4 | 5 | 5Z | 6 |
| Neue Nummer | 00 | 0 | 1 | 2 | 3  | 4 | 5 | 6 | 7  | 8 |

Ergänzungskästen:
| Alte Nummer | 0/1 | 1/2 | 2/2Z | 2Z/3 | 3/4 | 4/5 | 5/5Z | 5Z/6 |
| Neue Nummer | 0A  | 1A  | 2A   | 3A   | 4A  | 5A  | 6A   | 7A   |

Anfang 1930 wurden Zahnräder eingeführt. Diese wurden in den gleichen Größen wie heute produziert, allerdings waren sie 10 mm dick. Für die Baukästen Nr. 0 bis Nr. 4 war für jeden Baukasten eine eigene Zahnradergänzung erhältlich. Neu gab es auch Viererräder. Im selben Jahr wurde begonnen die Matadorbestandteile farbig zu lackieren. Räder, Naben, Muffen, Walzen wurden rot lackiert, Klötze, Brettchen, Streben und Klauen grün und Zahnräder gelb. Alle Matadorbestandteile und Grundbaukästen waren aber auch weiterhin unlackiert erhältlich. Neu eingeführt wurden in diesem Jahr auch die Baukästen Nr. 20–26, die lackierte Teile und zusätzlich zu den normalen Bauteilen Zahnräder beinhalteten.
1932 wurden neue Eisenbahnsonderteile eingeführt: 2er-Streben, 4er-Streben, 8er-Streben mit Sonderloch, 10er-Streben, 14er-Streben, 4er-Klötze mit Sonderloch, Puffer und Dachbrettchen. Als weitere Neuheit erhielt man Spurkranzräder mit Metallkränzen, durch die man Strom direkt von den Schienen abnehmen konnte und Schwellen mit Spurweite 0 (35 mm). Außerdem erschien ein neuer Elektromotor und ab diesem Jahr waren Klemmhülsen und Hartholzachsen erhältlich. Zuvor musste man die Achsen selbst aus den Weichholzstäben herstellen.
Ende 1933 erschienen anlässlich des 30-jährigen Bestehens von Matador die Baukästen Nr. 31–35. Diese Baukästen enthielten rot lackierte Räder, blaue Zahnräder sowie als neue Bauteile 15er-Platten, halbe Spulen, 13er- und 6er-Streben. Diese hatten allerdings einen Dicke von 6,6 mm. Zusätzlich war der Kanonenbaukasten Nr. 32K, dem ein grau lackiertes Geschützrohr beilag, sowie als neues Einzelteil die Zahnstange erhältlich. Ab 1934 wurde der Federmotor Nr. F verkauft und zu den Baukästen 31–35 kamen noch die Baukästen 36, 37 (Baukasten Nr. 37 war vermutlich nur in Deutschland erhältlich) und der Baukasten Nr. 33F, ein Baukasten Nr. 33 mit einem Federmotor, dazu. Als neue Sonderteile waren Schnecken, Lokomotivnaben mit 8, 10 und 12 Umfanglöchern, Kreuzkopfgelenke, Zylinderklötze, Rauchfänge, Pleuelstangen (zuerst nur mit 4–9 Löchern), 7er-, 8er-, 9er-, 11er-Streben mit 6,6 mm Dicke, sowie Schäfte zur Herstellung von Webstühlen erhältlich.
Ende 1935/Anfang 1936 erschienen folgende Sonderteile:
| Nummer      | 31 | 32  | 33 | 34 | 35 | 36 | 37 |
| Farbkasten  | 20 | 21  | 22 | 23 | 24 | 25 | 26 |
| Naturkasten | 00 | 00Z | 0  |    | 1  | 2  | 3  |

Als weitere Baukästen erschienen 1937 noch die Flugzeugergänzung, Nr. Flug1, die Uhrenergänzung und die Solenoid-Ergänzung, die die Elektroergänzung Nr. 165 ersetzte.
1938 erschienen die Tankergänzung Nr. TE und die Kanonenergänzung Nr. KE sowie als weitere Sonderbaukästen die Nr. 1FZ, ein Baukasten Nr. 1 mit Flugzeugergänzung, Nr. 34K, ein Baukasten Nr. 34 mit Kanonenergänzung, Nr. 2T, ein Baukasten Nr. 2 mit Tankergänzung. 1938 gab es kurz den Baukasten Nr. 1T, ein Baukasten Nr. 1 mit Tankergänzung. Die Baukästen Nr. 31–34 ersetzten die Baukästen Nr. 00 und 00Z. Die Baukästen Nr. 35–37 wurden nicht mehr produziert. Die farbigen Baukästen wurden schon ab ca. 1936 nicht mehr hergestellt. Auch die Verpackung änderte sich. Manche Baukästen wurden jetzt in einem roten Karton (ähnlich wie in den 50er Jahren) zum Verkauf angeboten.
1939 wurde dann als letzte Neuerung vor dem Zweiten Weltkrieg auch normalen Grundbaukästen Zahnräder hinzugefügt.

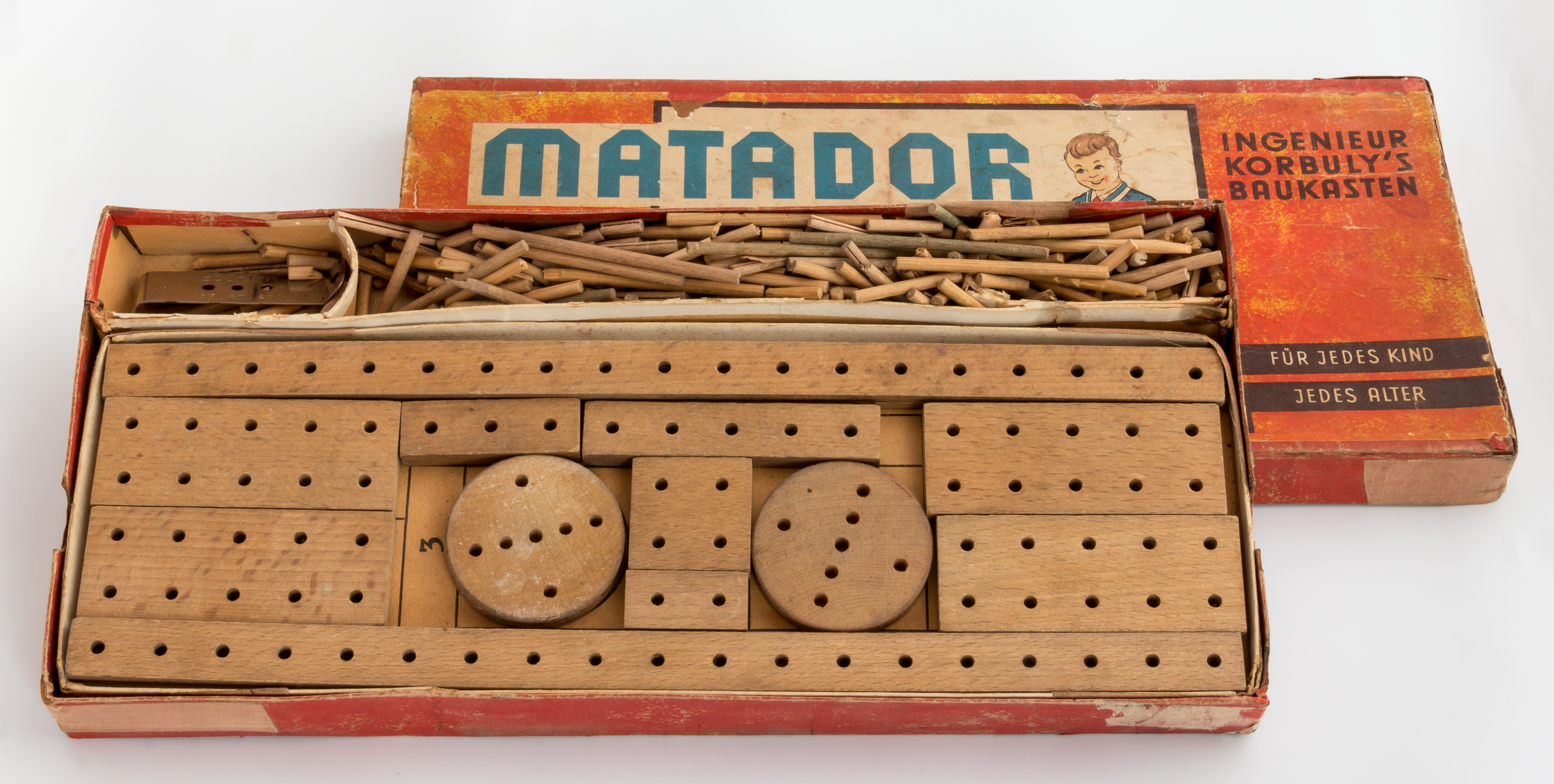
Matador-Baukasten, ca. 1954

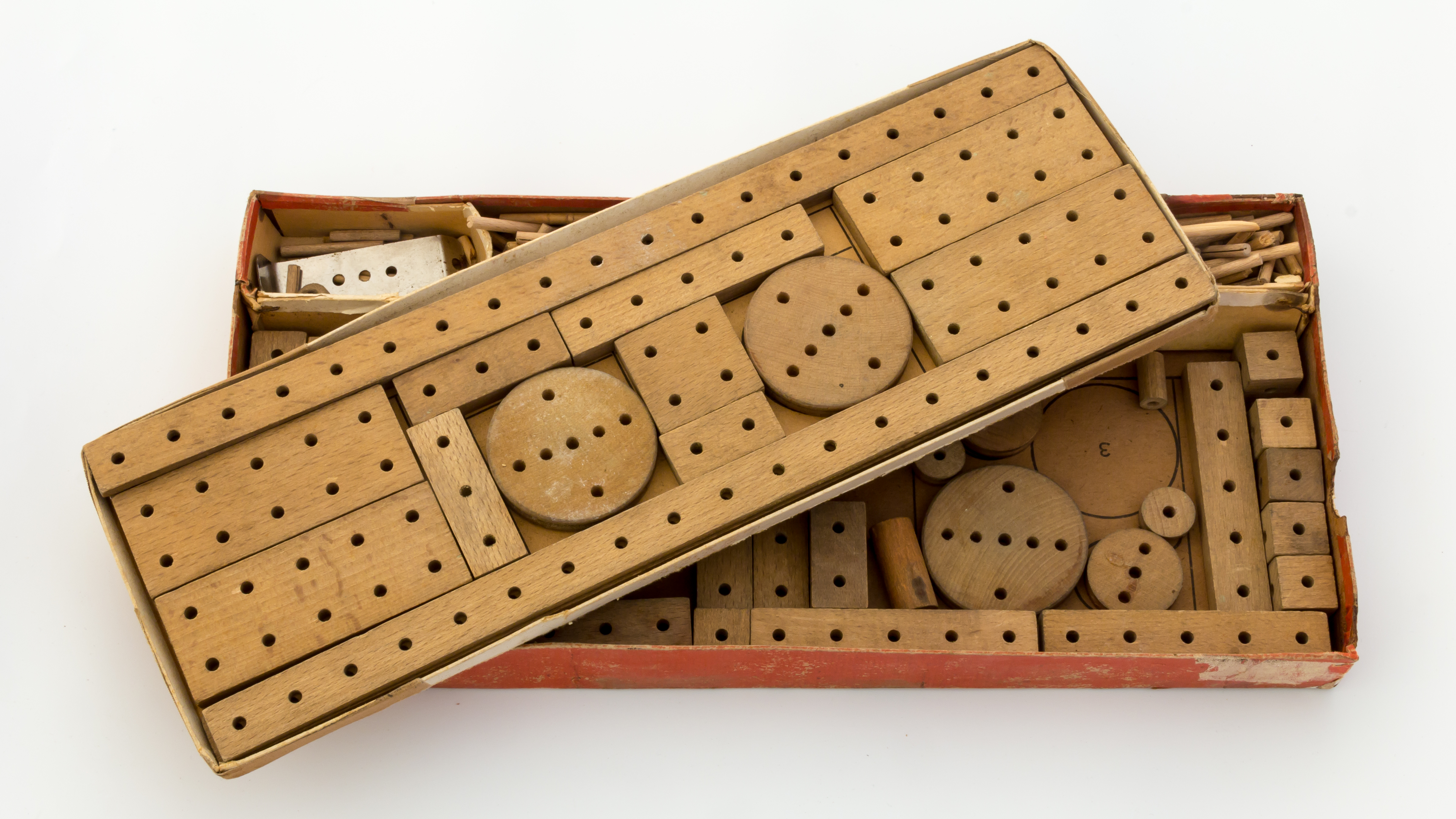
Derselbe Baukasten, links oben das Blechwerkzeug zum Ausziehen der Verbindungsstäbe

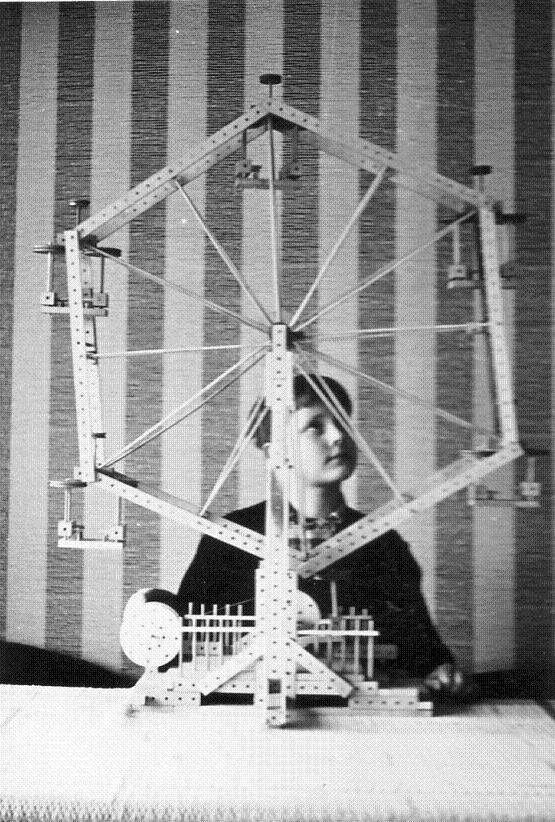
Riesenrad aus Matador, 1960

### Nach dem Zweiten Weltkrieg

#### Die Baukästen zwischen 1946 und 1947
Bis 1947 wurden zum Teil dieselben Baukästen wie vor dem Zweiten Weltkrieg verkauft. 1948 wurden nur die Baukästen Nr. 00 bis 4 hergestellt. Die Zahnräder bei den Grundbaukästen wurden jetzt wieder weggelassen. Die Verpackung wurde nur geringfügig verändert. Die Sonderbaukästen wurden alle weggelassen. Die Bestandteile der größeren Baukästen waren aber weiterhin zu kaufen. 1950 wurde eine zweite Serie entwickelt mit großformatigen Steinen und einfacheren Verbindungselementen, die auf jüngere Kinder abzielte („Matador-Ki“). Rudolf Korbuly junior, der Sohn von Rudolf senior, stieg 1951 in den Betrieb ein und war bis 1978 Betriebsleiter.
1965 gelang die erfolgreiche Markteinführung in den USA. Doch in den 1970er Jahren kam die Produktion aufgrund der großen Konkurrenz von Metall- (z. B. Märklin) und vor allem Kunststoffbaukästen (z. B. Lego) in Probleme. 1978 verkauften die Korbuly-Söhne die Firma an den Zeitungsherausgeber Kurt Falk. Dieser versuchte mit bunt lackiertem Holz und mit Kunststoffteilen der Konkurrenz Stand zu halten, musste aber 1987 das Handtuch werfen. Rudolf Korbuly jr. verstarb am 23. Mai 2008 nach langer schwerer Krankheit im 87. Lebensjahr und wurde auf dem Friedhof in Oberwaltersdorf beigesetzt.

### Der Neubeginn
1997 wurden die Markenrechte für das Spielzeug von Michael und Claudia Tobias erworben. Durch die Reduktion auf die ursprünglichen Elemente (einfache, farblose Holzbausteine und Räder) konnte sie wieder erfolgreich auf den Markt zurückkehren. Die Matador Spielwaren Ges.m.b.H. in St. Pölten produziert jährlich etwa 60.000 Matador-Sets.
Trotzdem werden alte „Original-Baukästen“ auf Spielzeug-Flohmärkten zu guten Preisen gehandelt.

#### Brandanschlag 2009
Am 18. Mai 2009 musste die einzige Fertigungsstätte, eine Tischlerei in Waidhofen an der Thaya, die Warenausliefung und die Fertigung aufgrund eines durch Brandstiftung entstandenen Schadens stoppen. Bei dem Brand wurde unter anderem das Holzlager vernichtet, ebenso war das Warenlager betroffen, wobei sich der Schaden auf rund 350.000 Euro belief. Als Täter wurde ein 25-jähriger Mann verhaftet, der die Tat gestand. Im September 2009 wurde die Produktion wieder aufgenommen.

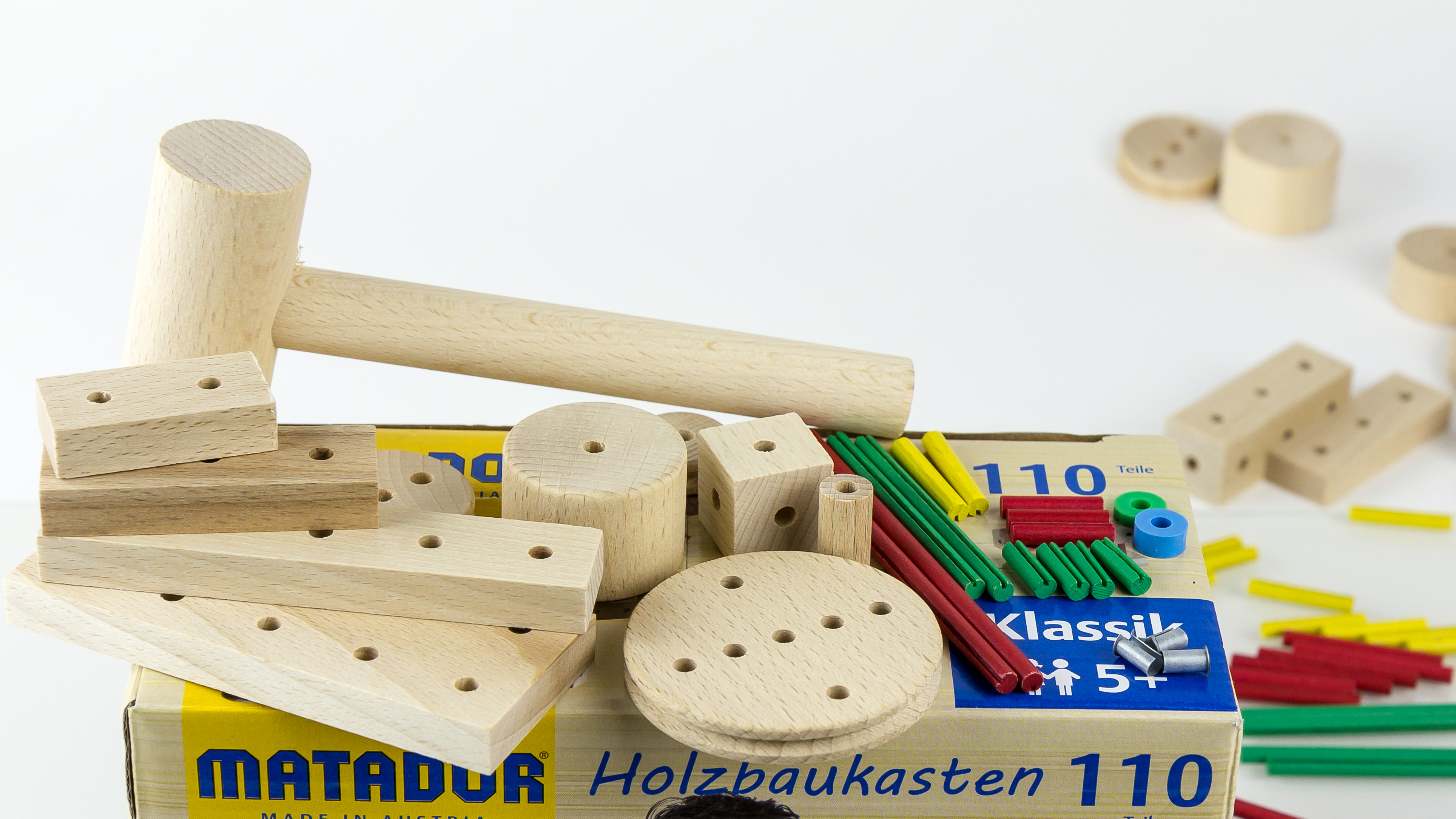
Matador „basic line“ Holzbaukasten 110 Teile, 2016
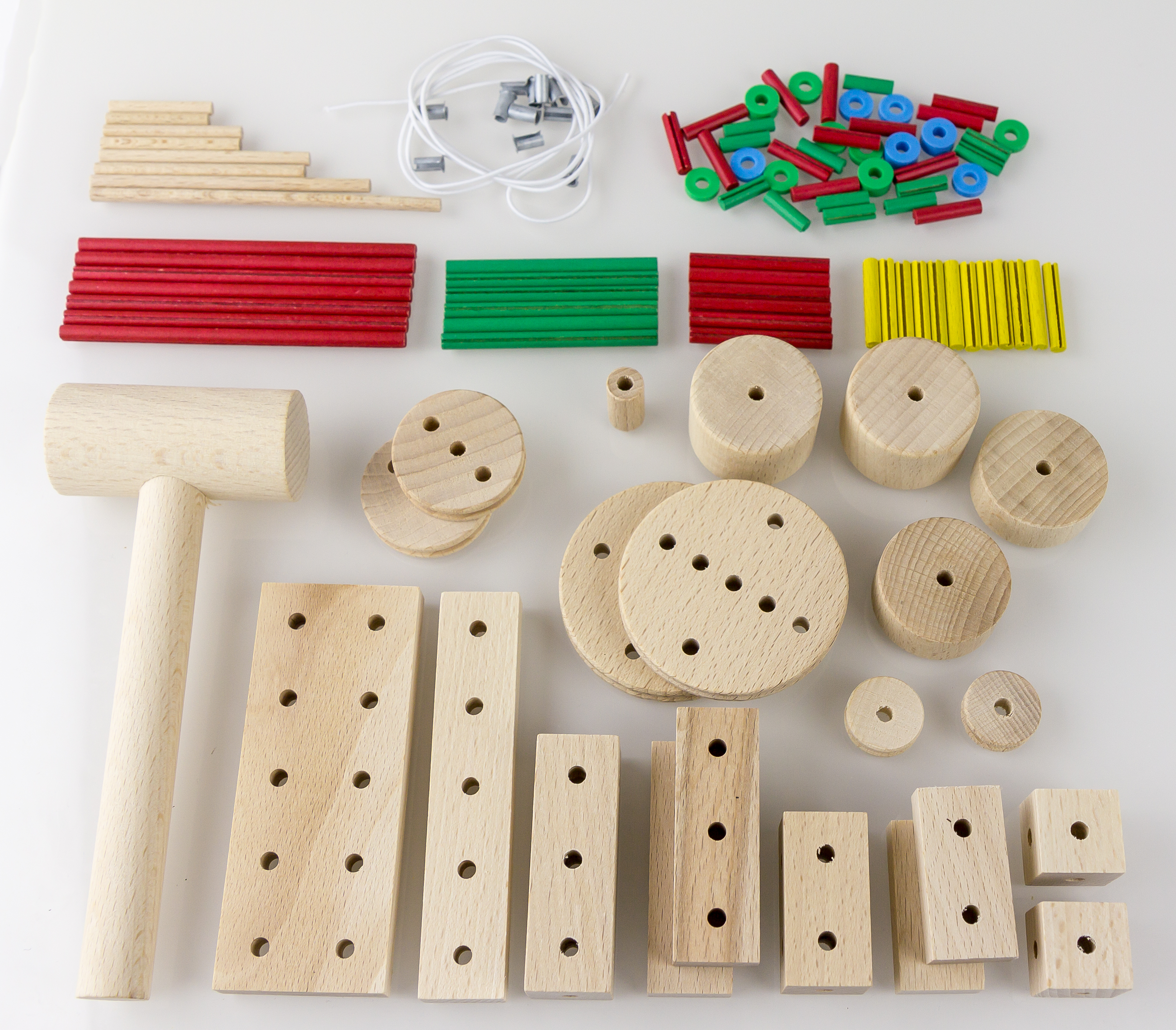
Derselbe Baukasten: Teile zumeist aus Holz und naturfarben (Verbindungsstäbchen farbcodiert), Transmissionsfaden, Blech-Klemmhülsen, Kunststoff-Muffen

## Besonderheiten von Matador
Der Name Matador geht auf die alte Redewendung Er ist ein Matador in seinem Fachgebiet zurück und soll die Überlegenheit von Korbulys Konstruktion zum Ausdruck bringen. 
Es gibt heute verschiedene historische Produktlinien mit drei verschiedenen Lochdurchmessern und passenden Stäben. Diese Produkte können nicht wahlfrei miteinander kombiniert werden.

### Herstellung
Die Bauklötze des Matador werden aus Buchenholz hergestellt, dieses muss vor Verarbeitung zwei bis drei Jahre gelagert werden. Die Verbindungsstäbe wurden anfänglich aus Fichtenholz erzeugt, die von einem Holzdrahtzieher aus einem Holzscheit gezogen wurden. Ab 1935 wurden auch die Stäbe aus Buchenholz gefräst, während es heute auch Stäbe aus Kunststoff gibt.

### Museale Rezeption
In vielen Spielzeug-Museen und -Sammlungen sind heute historische Matador-Baukästen zu finden. Seit 2005 ist den Matador-Kästen eine dauernde Ausstellung im Stadtmuseum Traiskirchen gewidmet. In dieser werden nicht nur diverse Modelle wie Schiffe, Seilbahnen oder Lokomotiven gezeigt, sondern auch originale Auslagen-Modelle der Firma Matador.

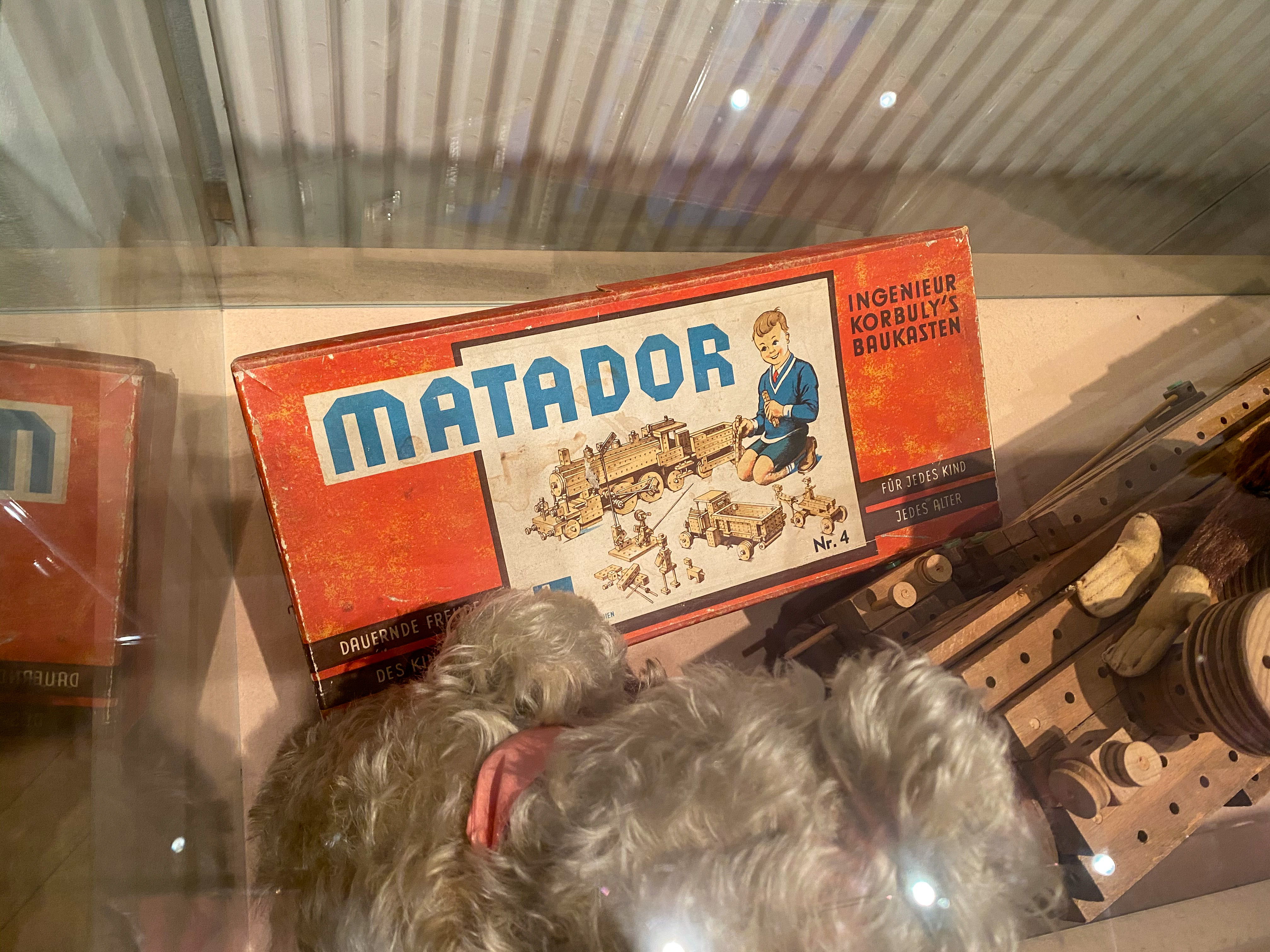
Historischer Matadorbaukasten (Spielzeugmuseum Baden)
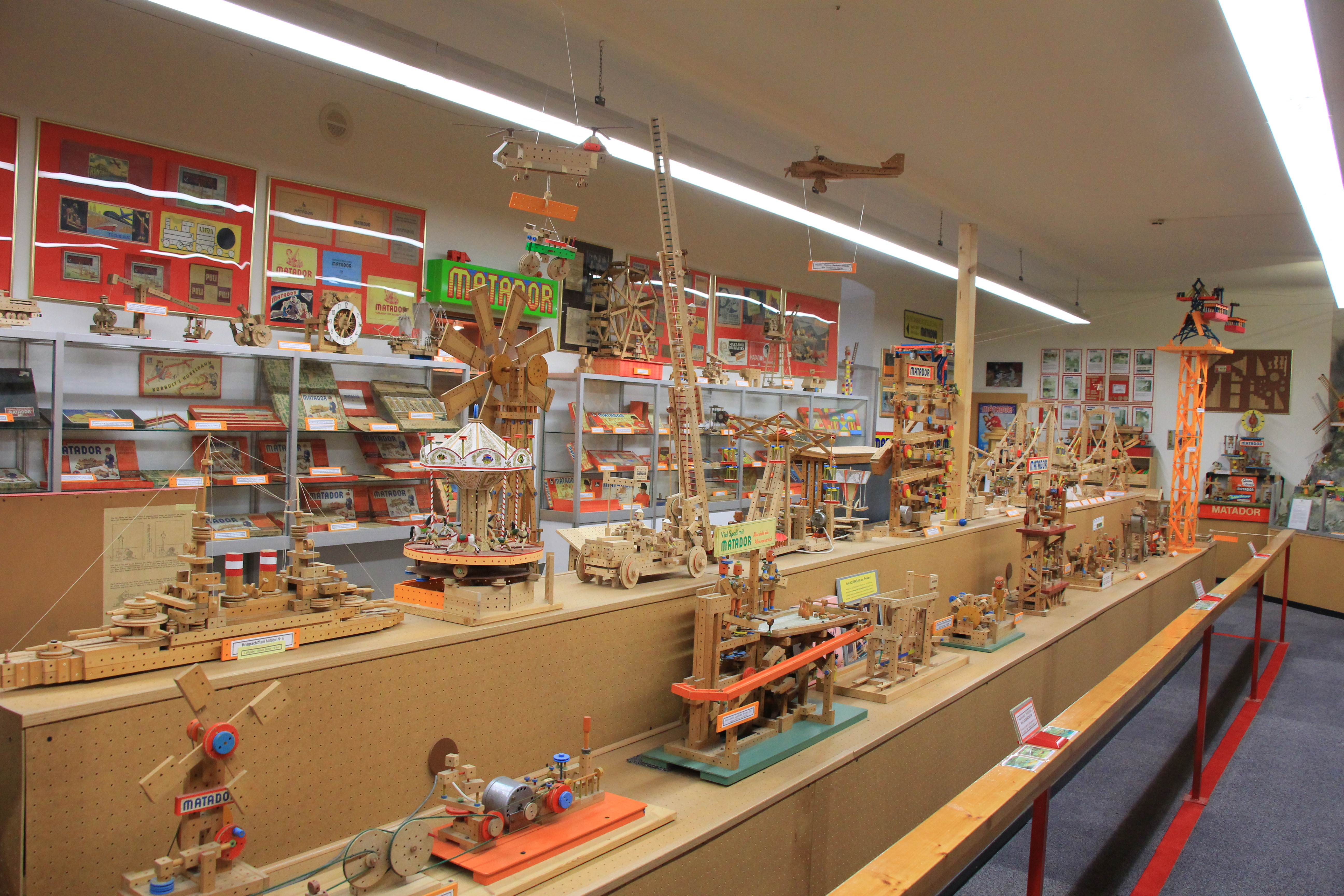
Ausstellungsstücke im Stadtmuseum Traiskirchen
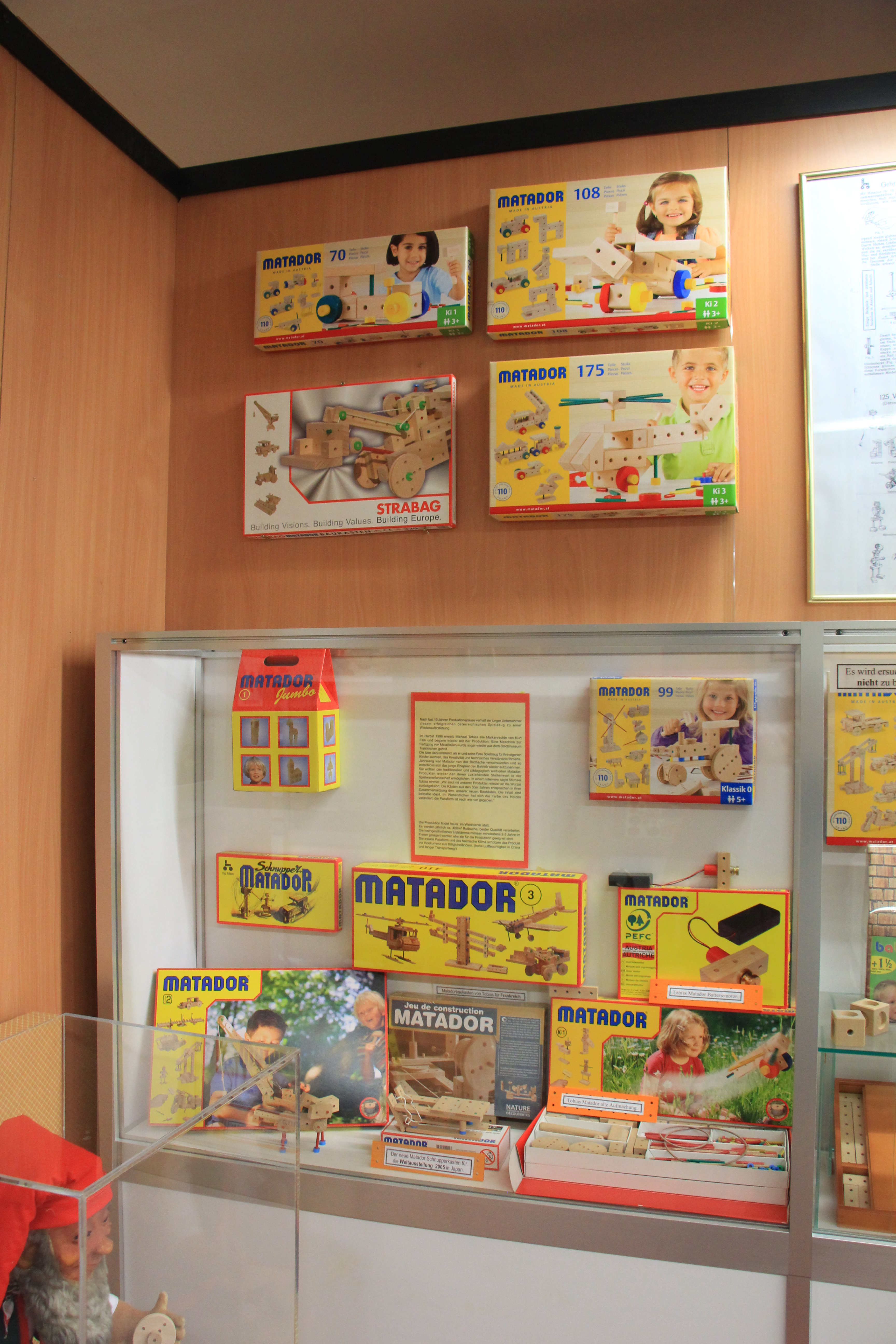
Verschiedene Baukästen aus neuerer Zeit
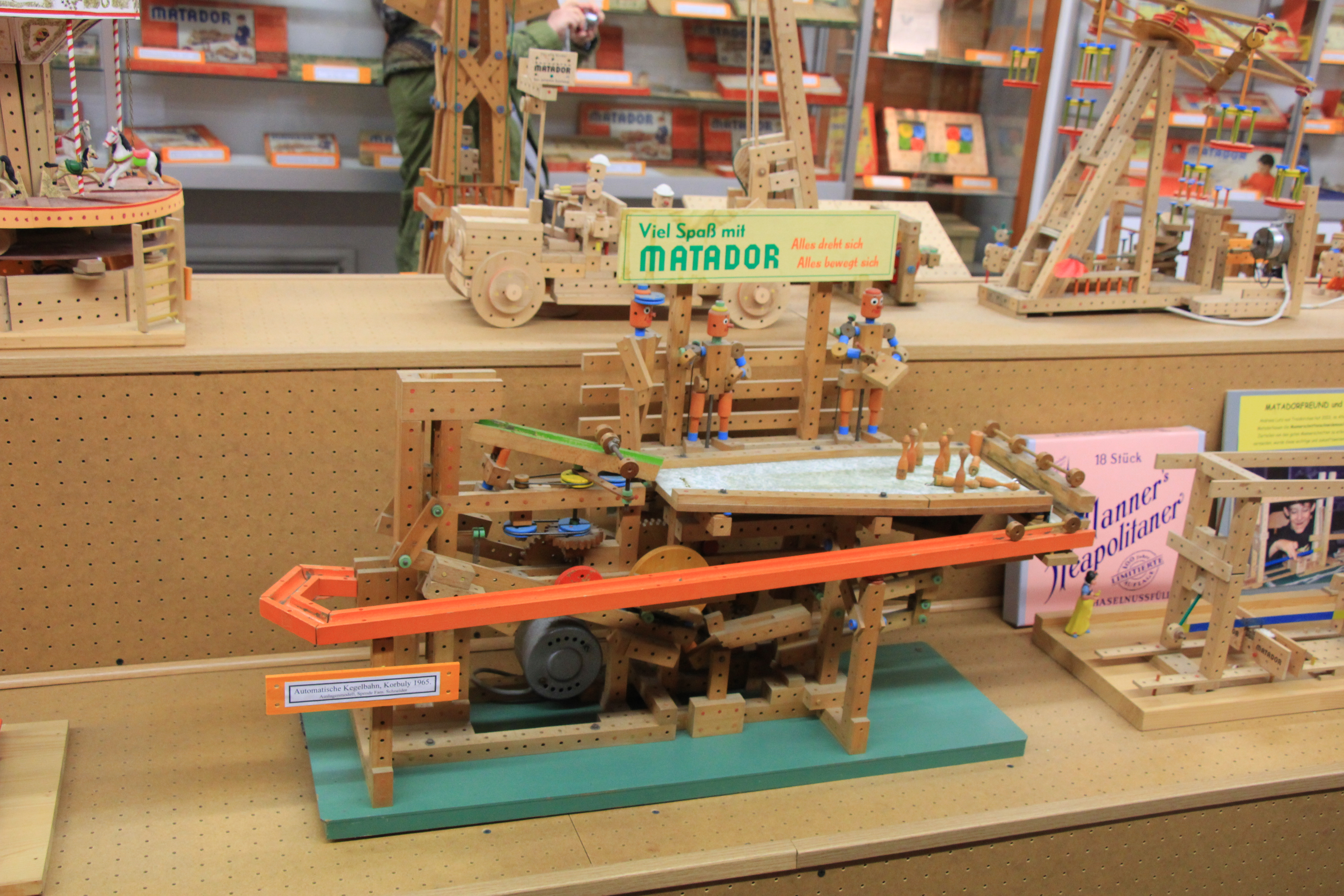
Automatische Kegelbahn, Schaufenstermodell von Matador
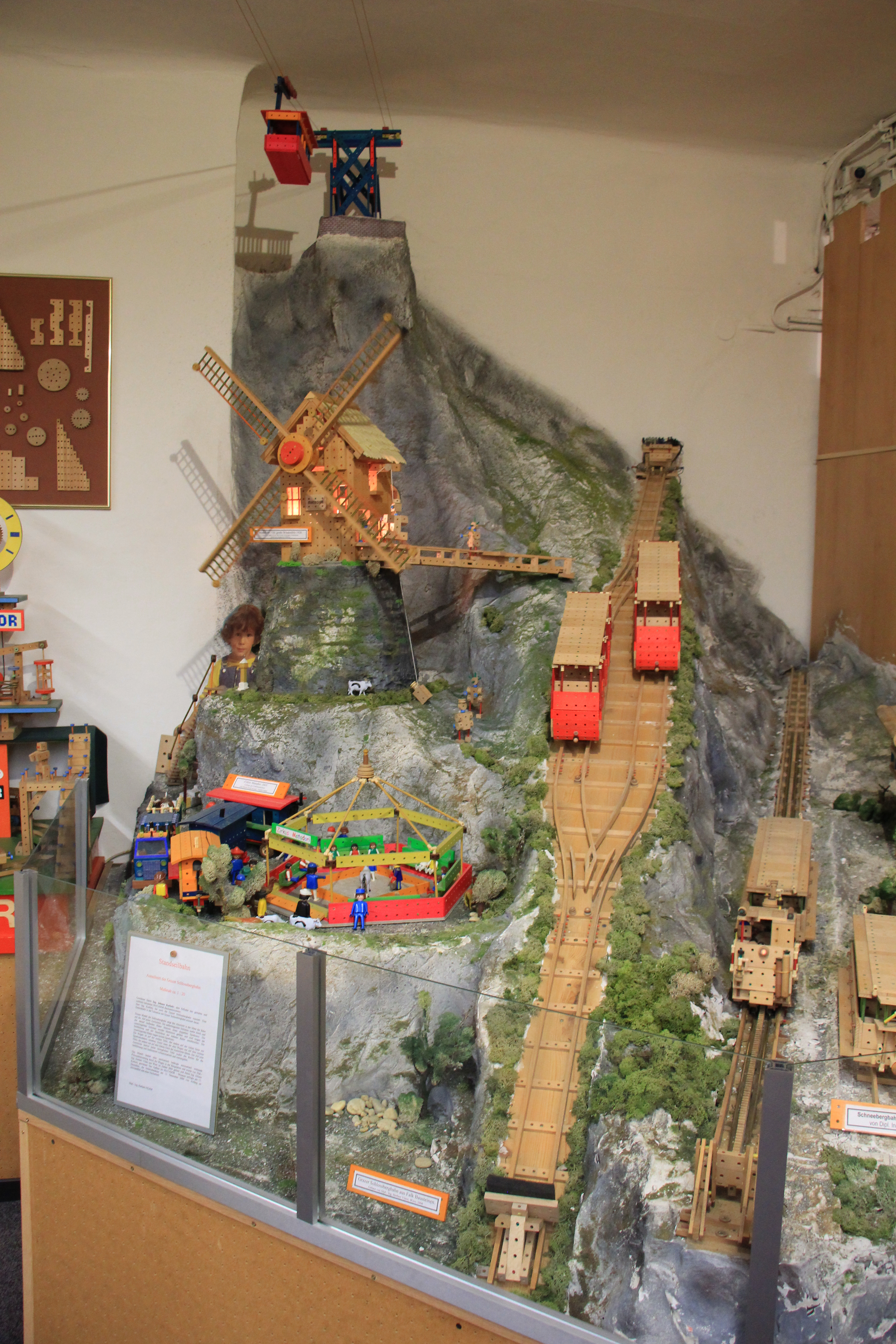
Verschiedene Bergbahnen und Windmühle aus Matador